# 指昭博
指 昭博（さし あきひろ、1957年 - ）は、日本の歴史学者。神戸市外国語大学名誉教授。専門は西洋史、英国史。

## 来歴
大阪府岸和田市生まれ。大阪府立岸和田高等学校を経て、1981年大阪大学文学部西洋史専攻卒業。1987年同大学院文学研究科博士課程中退。大阪大学助手、追手門学院大学文学部助教授を経て、神戸市外国語大学教授。2021年3月、退職。最終講義は「服従と妥協のイングランド宗教改革」と題して行われた。
神戸市外国語大学・前学長（2017年4月～2021年3月）。
2008年「近世イングランドにおける教会と社会：メアリとエリザベスの時代」で文学博士（大阪大学）。

## 著書

### 単著
- 『図説　イギリスの歴史』 河出書房新社＜ふくろうの本＞、2002年2月。
  - 『図説　イギリスの歴史』増補新版、2015年6月。
- 『イギリス宗教改革の光と影：メアリとエリザベスの時代』 ミネルヴァ書房＜西洋史ライブラリー＞、2010年11月。
- 『イギリス発見の旅：学者と女性と観光客』 刀水書房＜世界史の鏡＞、2010年11月。
- 『キリスト教と死：最後の審判から無名戦士の墓まで』 中央公論新社＜中公新書＞、2019年9月。

### 編著・共著
- 『祝祭がレジャーに変わるとき：英国余暇生活史』 創知社、1993年7月。
- 『生活文化のイギリス史：紅茶からギャンブルまで』 同文館出版、1996年4月。
- 『「イギリス」であること：アイデンティティ探求の歴史』 刀水書房、1999年5月
- 『イギリス史の新潮流：修正主義の近世史』 岩井淳共編、彩流社、2000年7月。
- 『周縁からのまなざし：もうひとつのイギリス近代』 川北稔共編、山川出版社、2000年10月。
- 『王はいかに受け入れられたか：政治文化のイギリス史』刀水書房、2007年12月。
- 『ヘンリ8世の迷宮：イギリスのルネサンス君主』 昭和堂、2012年7月。
- 『はじめて学ぶイギリスの歴史と文化』ミネルヴァ書房、2012年7月。
- 『キリスト教会の社会史：時代と地域による変奏』 塚本栄美子共編、彩流社、2017年9月。

## 監修
- 『イギリス王室1000年の歴史』カンゼン、2014年8月。ISBN 978-4-86255-267-9
  - 『イギリス王室1000年の歴史』（新装版）、カンゼン、2021年10月。ISBN 978-4-86255-619-6

## 翻訳
- スーザン・B・ハンレー『江戸時代の遺産：庶民の生活文化』 中央公論社＜中公叢書＞、1990年4月。ISBN 978-4-12-001924-1
  - スーザン・B・ハンレー『江戸時代の遺産：庶民の生活文化』（新版）中央公論新社＜中公叢書＞、2009年11月。ISBN 978-4-12-004053-5
- マイケル・L.ブッシュ『ヨーロッパの貴族：歴史に見るその特権』指珠恵共訳、刀水書房＜人間科学叢書＞、2002年11月。
- シェリダン・ギリー、ウィリアム・J.シールズ共編『イギリス宗教史：前ローマ時代から現代まで』（指昭博・並河葉子監訳）法政大学出版局、2014年10月。ISBN 978-4-588-37122-6

## 参考
- http://bookweb.kinokuniya.co.jp/htm/4309760104.html
- J－GLOBAL